# Ahmet Tansu Taşanlar
Ahmet Tansu Taşanlar (Ankara, 31 maggio 1984) è un attore turco.

## Biografia
Nato nel 1984 ad Ankara (Turchia) dal funzionario Orhan Taşanlar, Ahmet Tansu dopo aver completato l'istruzione primaria e secondaria ha deciso di iscriversi presso il dipartimento teatrale del conservatorio dell'Università di Selçuk a Konya, dove al termine degli studi ha conseguito la laurea. Per un breve periodo ha lavorato presso i teatri statali di Bursa e Ankara. Ha continuato contemporaneamente la sua carriera sul palcoscenico ed è apparso in varie opere teatrali.
Nel 2012 ha vestito i panni di Heykeltıraş Antuan nella serie televisiva storica Il secolo magnifico (Muhteşem Yüzyıl), seguito dal ruolo di Sinan nella serie Veda e dallo spettacolo teatrale Sonbaharı Beklerken.. Nel 2014 e nel 2015 ha vestito i panni di Arda Çakır nella serie Kara Para Aşk. Nel 2015 ha fatto parte del cast della serie Analar ve Anneler, nel ruolo di Halil. Nel 2016 e nel 2017 dalla serie Vatanım Sensin, nel ruolo di Hasan Basri. Nel 2017 ha ricoperto il ruolo di Kadir nella serie Kara Yazı e preso parte allo spettacolo teatrale Çok Satanlar. Nel 2017 e nel 2018 ha ottenuto il ruolo di Nazım nella serie Çukur, seguita nel 2018 dal ruolo di Zafer nella serie Mehmetçik Kut'ül Amare. Dal 2019 al 2021 è stato scelto per interpretare il ruolo di Azat Şadoğlu nella serie Hercai - Amore e vendetta (Hercai). Nel 2021 ha preso parte al cast della serie Yalancılar ve Mumları, nel ruolo del dottor Demir Ünal. Nel 2023 ha recitato nel film Annesinin Kuzusu diretto da Umut Evirgen e nello spettacolo teatrale Dostlarla Akşam Yemeği.

## Vita privata
Nel settembre 2021 è convolato a nozze con l'attrice Oya Unustası, sua collega nello spettacolo teatrale Çok Satanlar e nella serie Hercai - Amore e vendetta (Hercai).

## Filmografia

### Cinema
- Hırçın Kız Kadife, regia di Başak Soysal (2009)
- Taksim Hold'em, regia di Michael Onder (2017)
- Annesinin Kuzusu, regia di Umut Evirgen (2023)

### Televisione
- Akasya Durağı – serie TV (Kanal D, 2008)
- Bir Bulut Olsam – serie TV (Kanal D, 2009)
- Küçük Kadınlar – serie TV, 2 episodi (Kanal D, 2009-2010)
- Yalancı Bahar – serie TV, 9 episodi (Star TV, 2011)
- İzmir Çetesi – serie TV (Star TV, 2011)
- Il secolo magnifico (Muhteşem Yüzyıl) – serie TV, 2 episodi (Star TV, 2012)
- Veda – serie TV, 7 episodi (Kanal D, 2012)
- Karadayı – serie TV (ATV, 2012-2013)
- Küçük Kıyamet – serie TV (Samanyolu TV, 2013)
- Kara Para Aşk – serie TV, 54 episodi (ATV, 2014-2015)
- Analar ve Anneler – serie TV, 9 episodi (ATV, 2015)
- Hatırla Gönül – serie TV (Star TV, 2015-2016)
- Vatanım Sensin – serie TV, 1 episodio (Kanal D, 2016-2017)
- Kara Yazı – serie TV, 6 episodi (Kanal D, 2017)
- Çukur – serie TV, 23 episodi (Show TV, 2017-2018)
- Mehmetçik Kut'ül Amare – serie TV, 10 episodi (TRT 1, 2018)
- Hercai - Amore e vendetta (Hercai) – serie TV, 62 episodi (ATV, 2019-2021)
- Yalancılar ve Mumları – serie TV, 3 episodi (Fox, 2021)
- Metamorfoz: Kırılma – serie TV, 1 episodio (tabii, 2023)

## Teatro
- Sonbaharı Beklerken (2012)
- Çok Satanlar (2017)
- Dostlarla Akşam Yemeği (2023)

## Programmi televisivi
- Kabul Günü – programma TV, 8 puntate (2009) - guest star

## Doppiatori italiani
Nelle versioni in italiano dei suoi film e delle sue serie TV, Ahmet Tansu Taşanlar è stato doppiato da:
- Raffaele Proietti[22] in Hercai - Amore e vendetta[23]